# المتحف الوطني للفن الإسلامي برقادة
المتحف الوطني للفن الإسلامي برقادة (بالفرنسية: Musée national d'art islamique de Raqqada)‏ هو متحف مختص بالفن الإسلامي ويقع في الموقع الأثري في مدينة رقادة قرب القيروان في تونس.

## التاريخ والمحتويات
المتحف يهتم بالفن الإسلامي في القرون الوسطى، ويحتوي على آثار تأتي من القيروان ورقادة والمنصورية، هذه الأخيرة هي مدينة أميرية أسسها الفاطميون سابقا.

خصصت قاعة المدخل إلى جامع عقبة بن نافع بالقيروان ويحتوي على محراب الجامع مماثل له والذي أعيد تشكيله، وكذلك على مجسم للجامع ككل.

الغرفة الثانية تحتوي على مجموعة من الخزف ترجع إلى الفترة التي كانت فيها رقادة تحت حكم خارجي (القرن التاسع والقرن العاشر).

جزء آخر من المتحف يحتوي على مجموعة من العملات لعصور مختلفة تمثل التاريخ الاقتصادي لإفريقية لمدة تفوق الستة قرون.

مجموعة المحتويات الأكثر أهمية وشهرة هي تلك القرآنية المخطوطة بالخط العربي، والتي تمثل مجموعة بارزة من المخطوطات والأوراق التي في الأصل تنتمي لمكتبة جامع عقبة بن نافع بالقيروان. من بين جواهر هذه المجموعة يوجد صفحات المصحف الأزرق الذي يعود تاريخه إلى القرن العاشر.

شهد المتحف أشغال تهيئة بين سبتمبر 2016 ومايو 2018 بدعم من الولايات المتحدة وبقيمة 146 ألف دولار أمريكي.

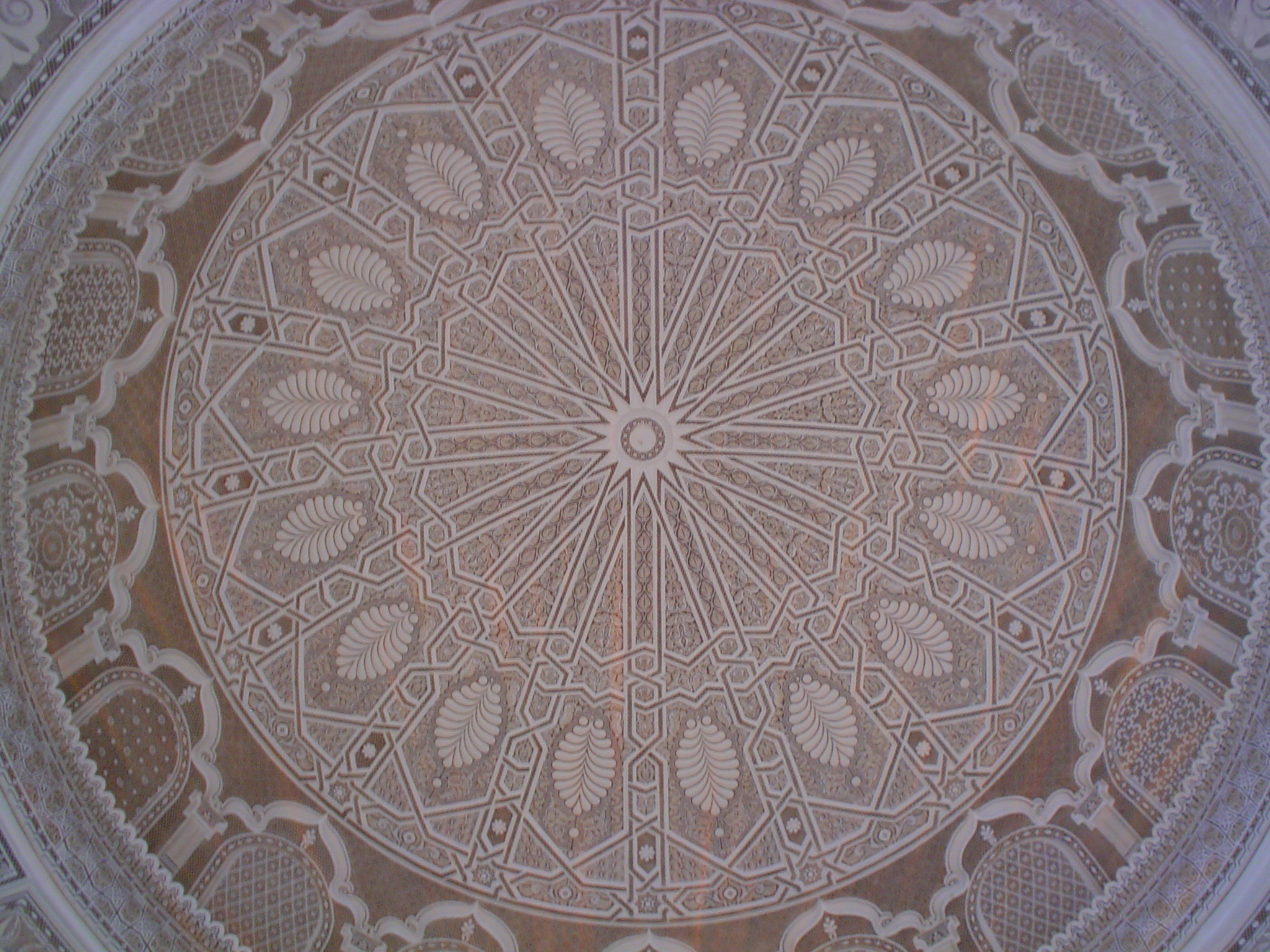
قبة تزين إحدى قاعات المتحف.
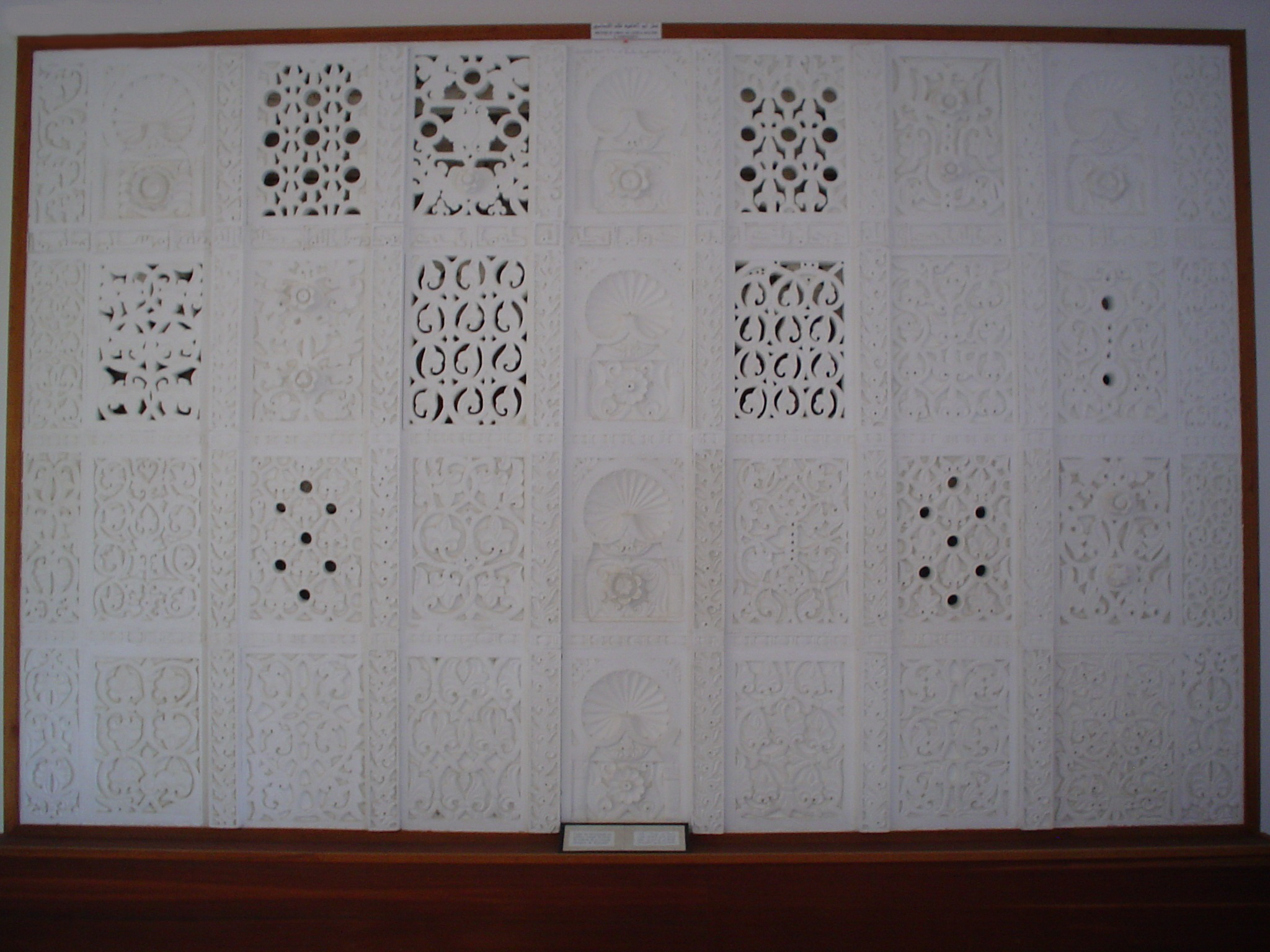
نسخة معادة من جدار محراب جامع القيروان.
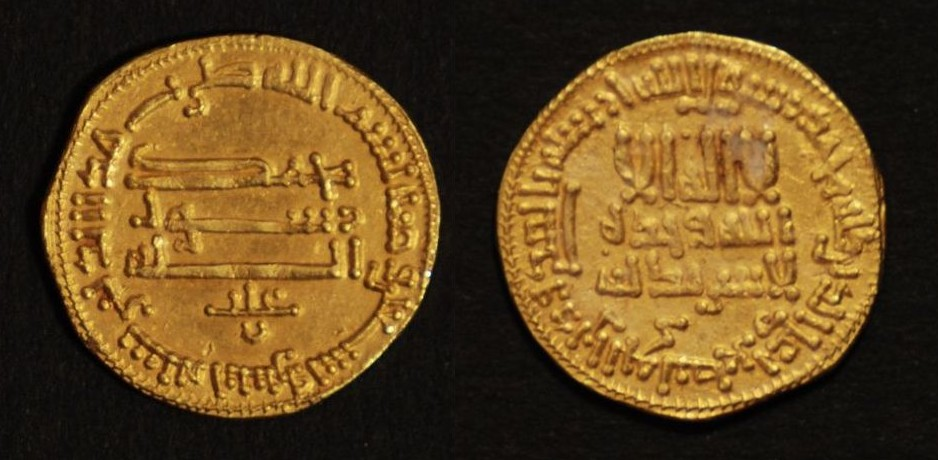
دينار أغلبي (بداية القرن التاسع) موجودة في المتحف.
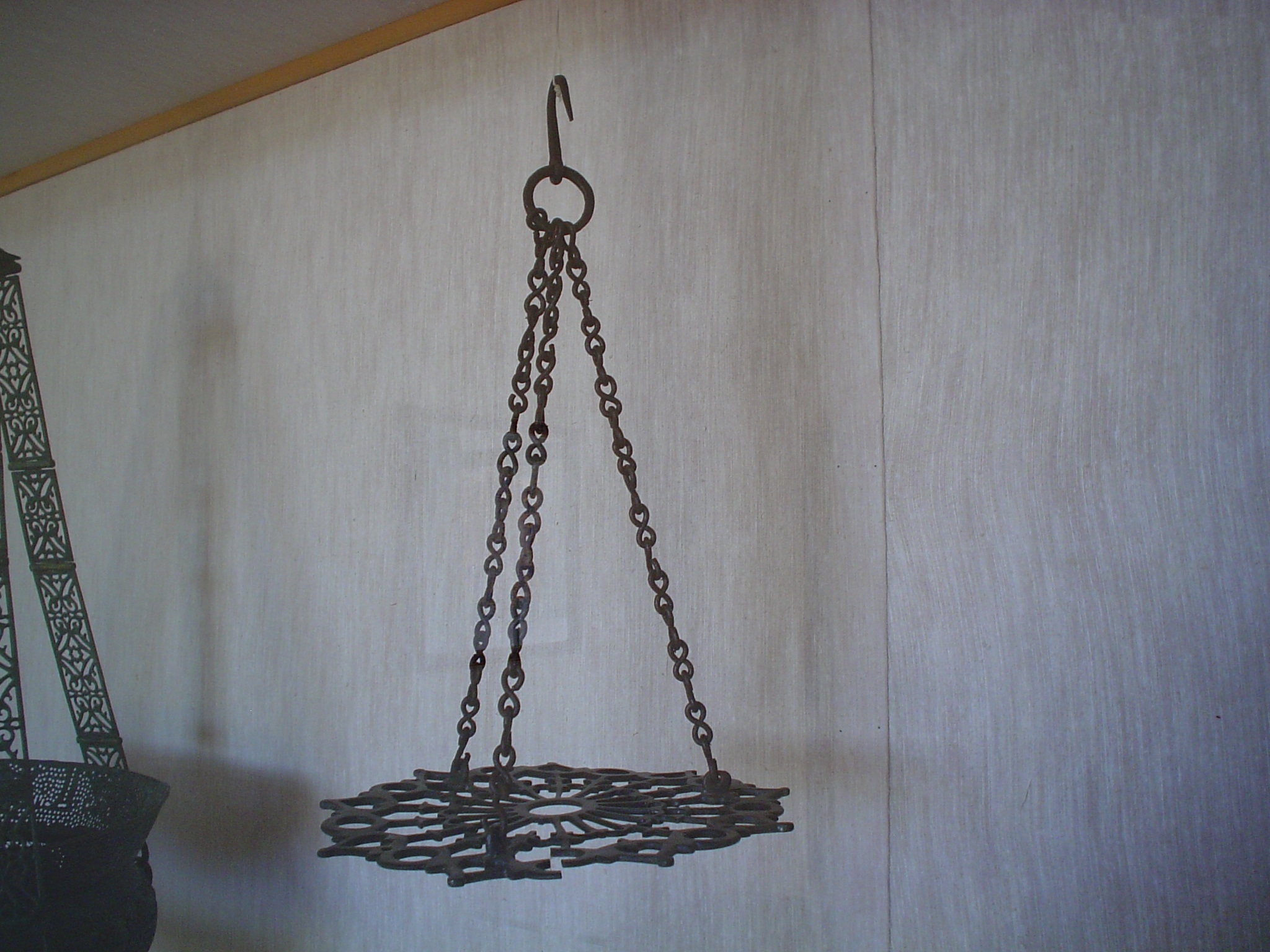
إحدى المقتنيات الإسلامية في المتحف.
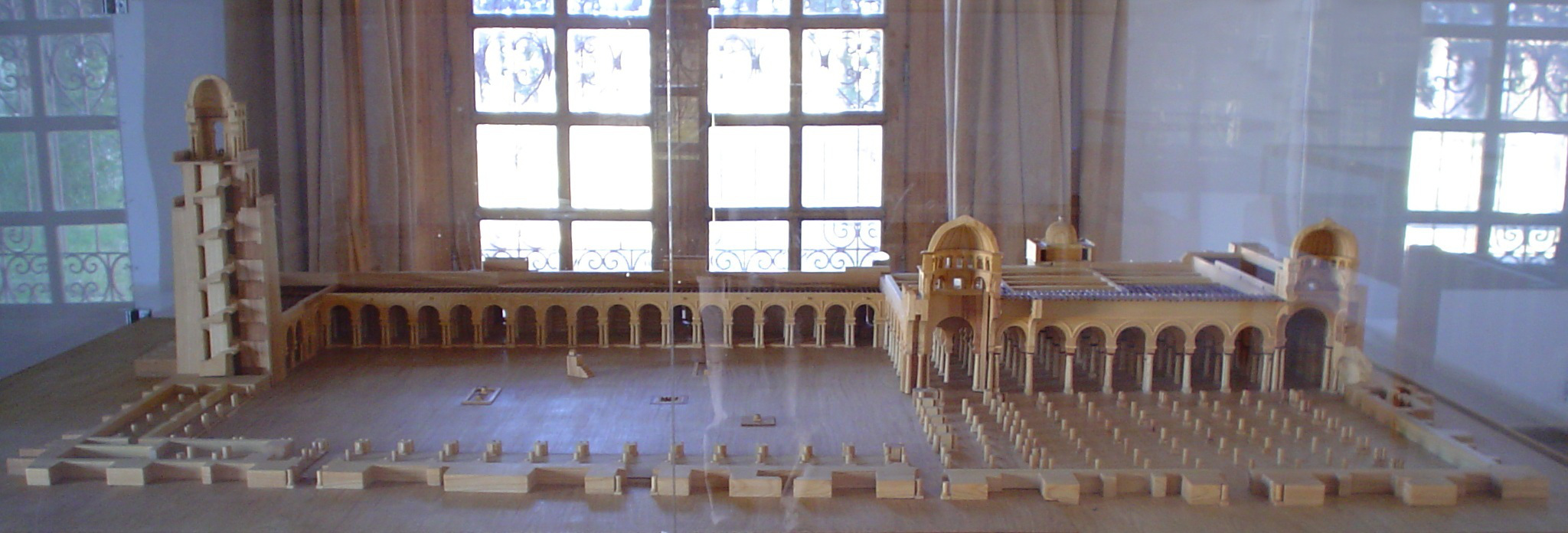
مجسم لوحي/خشبي لجامع عقبة بن نافع بالقيروان.
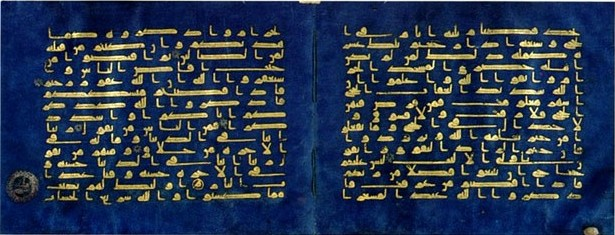
صفحات من المصحف الأزرق.
سلطانية "سيدة صبرة" التي عثر عليها أثناء عمليات التنقيب في المنصورية.

## مقالات ذات صلة
- فن إسلامي

## روابط خارجية
- صفحة المتحف الوطني للفن الإسلامي برقادة على موقع وكالة إحياء التراث والتنمية الثقافية.
- برنامج متاحف تونسية: متحف رقادة على يوتيوب بث في قناة الوطنية 2.